# فرودگاه موانزا
فرودگاه موانزا (به انگلیسی: Mwanza Airport) یک فرودگاه همگانی مسافربری با کد یاتا MWZ است که یک باند فرود آسفالت دارد و طول باند آن ۳۳۰۰ متر است. این فرودگاه در شهر موانزا کشور تانزانیا قرار دارد و در ارتفاع ۱۱۳۴ متری از سطح دریا واقع شده‌است.

## شرکت‌های هواپیمایی و مقصدهای پروازی
| شرکت‌های هواپیمایی | مقصدهای پروازی      |
| ----------------- | ------------------- |
| Air Tanzania      | ژولیوس نیرر، Kigoma |